# Esther Kahn
Esther Kahn è un film del 2000 diretto da Arnaud Desplechin, presentato al 53º Festival di Cannes.
La protagonista della pellicola è l'attrice Summer Phoenix.

## Trama
Il film narra la storia di una ragazza ebrea, Esther, che i genitori vogliono indirizzare, come il resto della famiglia, ad una vita nel mondo degli affari, contro la sua volontà. Esther, che sa a malapena leggere e scrivere, decide di allontanarsi dalla famiglia, per dedicarsi alla sua passione più grande: il teatro. Determinata a diventare attrice, studia recitazione diventando a poco a poco la "protetta" di Nathan, veterano del teatro che la aiuta nelle scelte principali della carriera. Per Esther è l'inizio di una carriera; Philippe traduce per lei il dramma di Ibsen Hedda Gabler, grazie al quale Esther è destinata a diventare una grande attrice.